# Soultzeren

Soultzeren este o comună în departamentul Haut-Rhin din estul Franței. În 2009 avea o populație de 1.199 de locuitori.

## Evoluția populației
| An        | 1975  | 1982 | 1990  | 1999  | 2006  | 2009  |
| --------- | ----- | ---- | ----- | ----- | ----- | ----- |
| Populație | 1.061 | 969  | 1.024 | 1.088 | 1.155 | 1.199 |